# Kamkeramiska kulturen

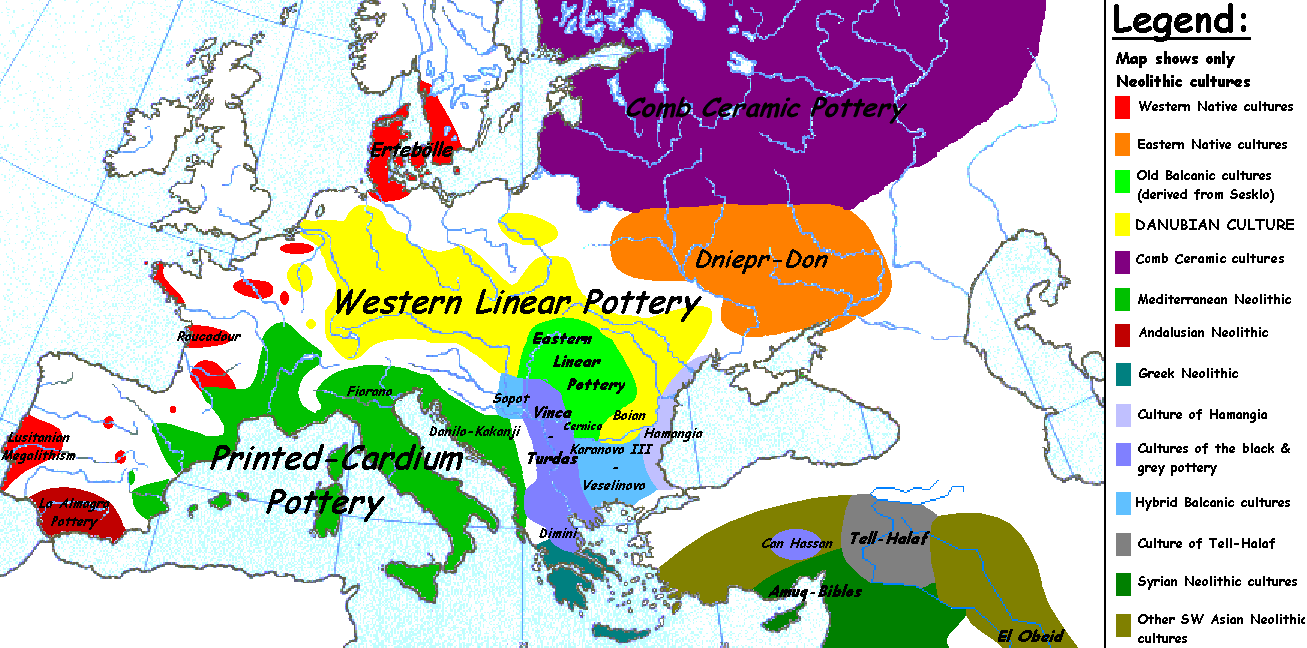
Neolitiska perioden

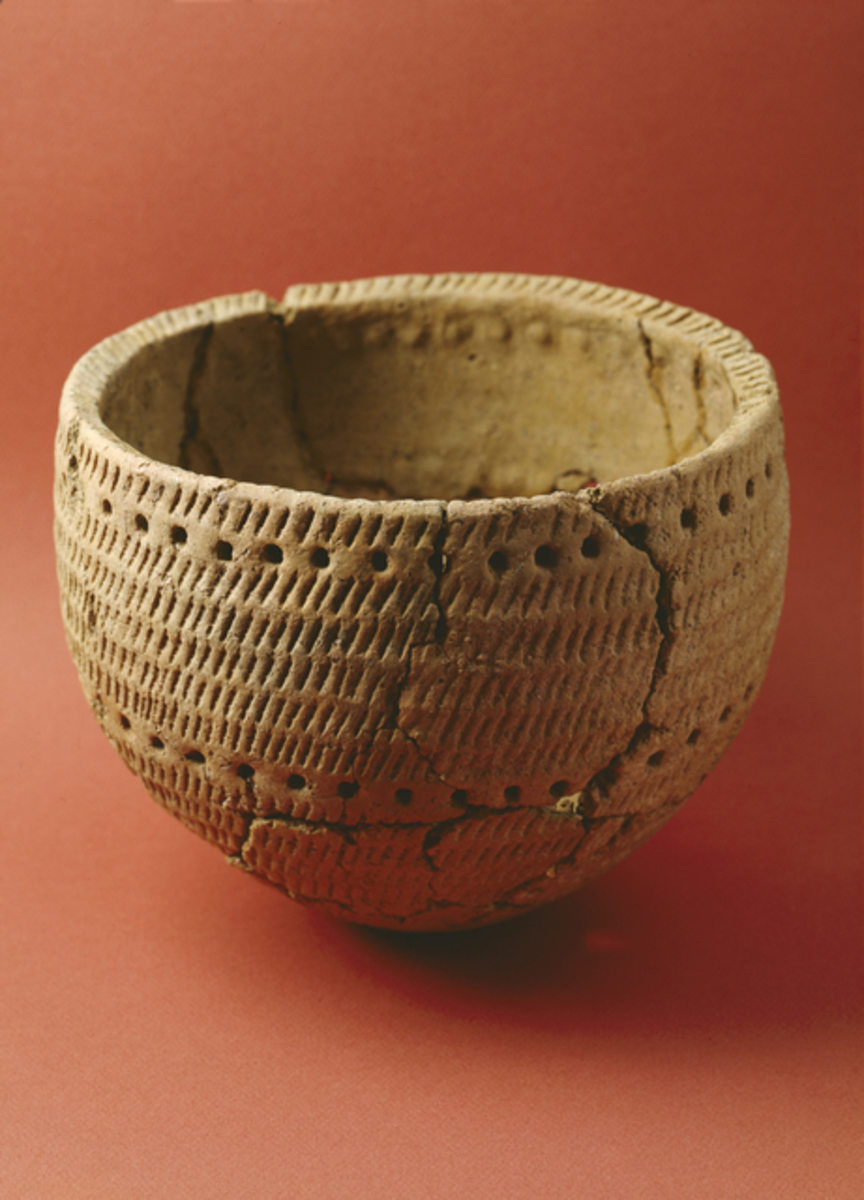
Kamkeramik funnen på ön Taipalsaari

Kamkeramiska kulturen tekno-komplex utvecklad sannolikt i Nordösteuropa under ca 5200–3200 f.Kr. Kulturen kännetecknas av sin stora äggformade, rundbottnade grop- och kam- eller snörornerade lerkärl.
Stora delar av den yngre stenåldern behärskas av den kamkeramiska kulturen. Denna stenålderskultur var en ren fångstkultur. Fynd från östra Finland visar att metallen koppar redan var känd. Under denna kultur byggdes ett kontaktnät mellan människorna i Finland och andra befolkningar kring Östersjöns och Finska vikens kuster samt även med västra Ryssland. Från Baltikum bytte man till sig bärnsten, från Ryssland flinta. Kulturen var likartad och det avspeglas i föremålskulturen och i konst och gravskick. 

## Utbredningsområde
Kamkeramik är den första keramiken i Finland. Kulturen har fått sitt namn från den rundade keramiken dekorerad med kamstämplar. Utbredningsområdet för kulturen är stort, från i väster Kalix älv och Bottenviken i Sverige, i norr Ruija i Norge, i söder Wisla i Polen och i Baltikum till stenåldersgravplatsen Zvejnieki i Lettland. I östra och nordvästra  Ryssland har skett fynd av kamkeramik med lite olika keramiska stilar ända till Uralbergen. De västligaste kamkeramiska boplatserna Lillberget, Storbräntsberget och Rudjärv återfinns vid Kalixälvens dåvarande mynning i Överkalix socken, Norrbotten.

## Keramikens tillverkning
Leran man tillverkade keramiken av var magrad (blandad) med många olika material: sand, kvarts eller fältspatkross, asbest, brända ben, kalkstenskorn, skaldjursskal, fjädrar eller växtdelar. Blandningsförhållandena varierade i olika kulturstadier och grupper. Skålen formades genom att vrida lerrullar till en spiral av överlappningar. En tandad kamstämpel med korta spetsar användes till dekoration. Dessa trä-, ben- eller stenstämplar har varit av olika längd och bredd. Andra verktyg för att göra mönster i leran har också använts, som vass, vridna snören och kotor från fiskar och fåglar. Vassa instrument användes för att skära raka linjer till geometriska mönster. Mönstren bildade horisontella zoner på kärlets yta. Formen på mönstret används för åldersbestämning av keramiken. Utöver stämpelmönstret var under en tid de typiska texturerna gropavtrycken. Groparna ökade kärlets hållbarhet när den färdiga behållaren brändes i öppen eld vid cirka 400 °C. Skålarna kunde vara relativt stora, upp till 45 liter.
Keramik är känd för att ha målats av de neolitiska kulturerna i Central- och Östeuropa. Detsamma har observerats i Finland, även om det inte har studerats systematiskt. I finska kärl har möjliga spår av svart och röd färg upptäckts på kärlens in- och utsida. I tidig kamkeramik (Ka I) var målning sällsynt, men i Säräisniemi keramik (Sär-1 och Sär-2) vanligare, liksom de typiska kamkeramik (Ka II). Fragment av svartmålning har hittats och har undersökts för att fastställa färgens sammansättning. Svart pigmentering var tydligen hematit, men den innehöll också föreningar av koppar och titan.

## Kronologi
Den kamkeramiska kulturen uppdelas kronologiskt vanligtvis i tre skeden. Ka I eller Sperrings (cirka 5200 f.Kr.) motsvarar det tidiga kamkeramiska skedet och kännetecknas av en varierande utsmyckning på keramiken med sticklinjer, tvärsnodd- och intryck av fiskkotor och mot slutet av detta skede kamstämpel. Gropar är intryckta i övrig ornering och magringen består av krossad kvarts eller fältspat. Enligt kol-14 dateringar motsvarar detta skede kronologiskt ungefär den sydskandinaviska Erteböllekulturen.
Det typiska skedet av kamkeramik betecknas Ka II och kännetecknas av kamornering och gropar i geometriska mönster i vågräta fält och keramiken var utbredd till södra Baltikum. Även kopparföremål från Onega- eller uralisk koppar har påträffats i kamkeramiska sammanhang i Finland. Det finns också sen kamkeramik KA III.
Alternativt indelar man kamkeramiken i två subkulturer i Finland: Säräisniemi 1-keramiken (Sär 1) som var utbredd i norra Finland och vid Varangerfjorden samt Jäkärlä-keramiken, som var utbredd i sydvästra Finland, båda samtida med  Ka I och Ka II.

## Livsstil och typiska fyndföremål
Förekomsten av keramik i kustnära områden kan tyda på lagring. Genom etnologiska jämförelser anser man att ett stort flertal av grupperna var bofasta eller till hälften bofasta, medan en mindre del var halvnomadiska.
Gravar från stenåldern har ofta inte bevarade skelett eftersom de har brutits ner i den sura jorden. Gravar kan hittas via ockrafärgning eller nedgrävningar som avtecknar sig i jorden och genom gravgåvor.Även social stratifiering kan antydas utifrån gravgåvor, och spridningen av artefakttyper i det kamkeramiska kulturområdet brukar förknippas med exogama giftermålsregler bland dessa jägarfolk. Den skarpa gränsen av kulturen västerut mot Sverige brukar förklaras med avsaknaden av exogamirelationer mellan skifferkulturen och den kamkeramiska kulturen. Detta kan ha haft flera orsaker, till exempel att de tillhörde olika etniska grupper eller språkkulturer så att sociala transaktioner hade en annan karaktär.
Befolkningen begravde sina döda med rödockra. Tillsammans med den avlidne lades ett stort antal föremål, som flintspetsar och bärnstenssmycken, i graven. I västra Finland (Jäkärlägruppen) har man hittat gravar nära boplatserna. Tidigare trodde man att gravarna var kantade med sandstensplattor eller hade täckts över med sandstensplattor. Enligt den senaste forskningen är dessa gravar från förromersk järnålder.
Yxor och mejslar tillverkades av skiffer. Pilspetsar var gjorda av kvarts. Flintan hämtades från Valdajhöjderna i Ryssland. Dolkar och smycken tillverkades av till exempel röd skiffer från de skandinaviska fjällen och grönskiffer från Onega. Bärnsten kom förmodligen från Litauen.
De flesta av Finlands hällmålningar härstammar från den kamkeramiska kulturen. Man har även hittat små människofigurer i lera, till exempel lerfiguren från Jokiniemi i Vanda, som är cirka 5 000 år gammal.
En av de många formerna av kamkeramik var asbestkeramik, som uppträder i Finlands inland under yngre stenålder, och på Nordkalotten, bland annat i norra Norrland, under bronsåldern. Asbestkeramik användes vid koppar-, brons- och järnbearbetning, och antas enligt vissa forskare ha producerats av ett förstadium till samisk kultur.

## Bostäder
Hus med vallar och nedgrävt golv är de vanligaste hustyperna på kamkeramiska boplatser i Finland. Vid kusten har upp till 250 hus nu hittats på boplatser. Nya hus har byggts på lägre höjd som en följd av landhöjningen, få hus har därför varit samtidiga. Inlandsboplatser har sällan fler än  tio hus. Huslämningar med förkolnade konstruktionsdetaljer, varav det äldre från boplatsen Kärmelahti i Savo daterades till sen kamkeramik (Ka III). Huset antas vara liknande som äldre hus. Huslämningen var en försänkning med max 90 cm djup, oval i formen, cirka 15 m lång och 10 m bred. Väggarna syntes som rödbränd sand ibland bevarade förkolnade stockar. Huset hade större förstugor på bägge kortsidorna. Väggarna hade liggande timmer med knutar i hörnen. Vinkelrätta liggande slanor som kluvits var stöd för taket. Björknäver var bevarad och tyder på torvtäckning. I huset påträffades två härdar. Prover daterar huset till mellanneolitikum. Ett annat hus från Rusavierto vid Saarijärvi hade snarlika konstruktionsdetaljer

## Språk
I Finland var de flesta arkeologer ense om antagandet att de människor som uppbar den kamkeramiska kulturen var av en finsk-ugrisk folkstam, och således talade ett proto-finskt språk. Under 1980–1990-talen var det en allmänt omfattad åsikt. Språkvetaren Petri Kallio föreslog 2006 att finsk-ugriskan var ett senare språk, och yngre än den kamkeramiska kulturen. 2009 lade Jaakko Häkkinen fram fler argument till stöd för Kallio. Han anser också att kamkeramikkulturen är äldre än spridningen av de uraliska språken. Numera anses inte att kulturen var av finsk-ugrisk härkomst, möjligen att man talade ett närbesläktat språk.
Den arkeologiska diskussionen om att knyta arkeologiska kulturer till språk har varit lång och flera olika åsikter har framförts. Bruce Trigger är tämligen negativ. Christian Carpelan mera positiv i Paths of the Bottom (sida 250).